# República (Zenó)
La República fou una obra escrita per Zenó de Cítion, el fundador de la filosofia estoica a principis del segle iii abans de la nostra era. Tot i no haver sobreviscut, fou la seua obra més famosa, i alguns escriptors posteriors en conservaren cites i paràfrasis. El propòsit de l'obra era delinear la societat ideal basada en principis estoics, en què hòmens i dones virtuosos viurien una vida de simple ascetisme en una societat igualitària.

## Contingut
Escrit, pel que sembla, en oposició conscient a la República de Plató, la de Zenó (politeia) esbossava els principis d'un estat ideal escrit des del punt de vista de la filosofia estoica primitiva. L'obra no ha sobreviscut pas; fou, però, àmpliament coneguda en l'Antiguitat i se sap més sobre ella que sobre qualsevol de les seues altres obres. Plutarc de Queronea en proporciona un resum de la intenció:
| « | És cert que la tan admirada República de Zenó, primer autor de la secta estoica, apunta únicament a açò, que ni a les ciutats ni als pobles hem de viure sota lleis diferents, sinó que hem de considerar totes les persones en general com els nostres compatriotes i conciutadans, duent una forma de vida i d'ordre, com un ramat que s'alimenta d'iguals drets en una sola prada comuna. Aquest Zenó escrigué, imaginant com en un somni, un cert esquema d'ordre civil i la imatge d'una comunitat filosòfica. | » |

A partir dels comentaris de Plutarc, no resulta obvi si ell mateix havia llegit l'obra. Una persona que sí l'havia llegida era Cassi l'Escèptic, la polèmica escrita del qual contra la República de Zenó està parafrasejada per Diògenes Laerci: "Alguns hi ha, i entre ells Cassi l'Escèptic i els seus seguidors, que acusen Zenó profusament. De primer perquè al començament de la seua República declara inútil l'educació ordinària. Després perquè aplica a totes les persones que no són virtuoses els oprobiosos epítets de  foemen, enemics, esclaus i estrangers entre si, de pares a fills, de germans a germans, d'amics a amics. A més a més, en la República, fent un contrast odiós, declara que només els bons són veritables ciutadans o amics o parents o persones lliures; i en conseqüència, en opinió dels estoics, pares i fills són enemics, si no són savis. També, s'objecta que en la República estableix una comunitat d'esposes, i en la línia 200 prohibeix la construcció de temples, tribunals de justícia i gimnasos a les ciutats; mentre que, pel que fa a la moneda, escriu que no hem de pensar que calga introduir-la ni amb finalitats de canvi ni per a viatjar a l'estranger. A més a més, demana a hòmens i dones que usen el mateix vestit i no es cobrisquen per complet cap part del cos. "Més endavant, Laerci fa uns comentaris addicionals que també semblen ser de la mateixa obra de Cassi:
| « | A més, diuen que el savi sentirà afecte pels joves que al rostre mostren un dot natural per a la virtut. Zenó, en la seua "República" també diu que entre els savis ha d'haver-hi una comunitat d'esposes amb lliure elecció de socis, com diu Zenó en la seua "República" i Crissip en el seu tractat "Sobre la República". En aquestes circumstàncies, sentirem afecte paternal per tots els infants per igual i s'acabarà la gelosia derivada de l'adulteri. | » |

Aquestes paràfrasis de Cassi no són pas un resum neutral de la República. El seu propòsit sembla ser descriure totes les doctrines en l'obra que trobà impactants, com ara la denúncia de Zenó de l'educació general; la seua exhortació que només els virtuosos poden ser considerats veritables ciutadans; l'opinió que hòmens i dones han d'usar la mateixa roba; i la idea que "hauria d'haver-hi una comunitat d'esposes", que en la pràctica sembla significar "no reconéixer una altra forma de matrimoni que la unió de l'home que viu lliurement amb una dona que ho consent".Altres escriptors conserven algunes altres declaracions de la "República". Aprenem de Laerci que Zenó declarà que les persones sàvies es casarien i tindrien fills, i alguns escriptors esmenten l'opinió de Zenó que no cal construir temples per als déus, "perquè un temple que no val pas gaire tampoc és sagrat, i no s'hi fa res; però per als constructors o obrers val molt". Ateneu també conserva una cita sobre la necessitat que una ciutat es construïsca sobre el principi de l'amor:
| « | I Ponià digué que Zenó de Citium pensava que Eros era el déu de l'amistat i la llibertat, i l'autor de la concòrdia entre les persones, però res més. Per tant, diu en la "República", que "l'amor és un Déu, que coopera per a garantir la seguretat de la ciutat". | » |

## Recepció
La República de Zenó sembla haver estat vista amb una certa vergonya per alguns estoics posteriors. Això no ajudà quan Crisip de Soli, el successor més il·lustre de Zenó com a director de l'escola estoica, escrigué el seu propi tractat Sobre la República (potser un comentari sobre l'obra de Zenó), en què (entre altres coses) defensà tant l'incest com el canibalisme. És poc probable que Crisip instàs a l'adopció d'aquests capteniments, sinó que devia estar responent a les crítiques que en una societat que practicava l'amor lliure, en què la gent sovint no sabia qui eren els seus parents, ocorrien involuntàriament casos estranys d'incest. La seua discussió sobre el canibalisme està probablement relacionada amb el menyspreu estoic pels cadàvers com una deixalla buida. Aquests punts, però, proporcionaren més munició a aquelles persones que desitjaven atacar tant Zenó com l'estoïcisme en general. Alguns van culpar la influència que Crates de Tebes, el famós filòsof cínic i mestre de Zenó, va poder haver tingut quan va escriure la República: se'n va fer broma dient que Zenó "l'havia escrit a la cua del gos". En el segle i ae, va haver-hi un intent entre els estoics de restar importància a la participació que la filosofia cínica havia jugat en el desenvolupament de l'estoïcisme primerenc; es deia que Zenó era "jove i irreflexiu" quan escrigué la República. També es va dir que "per Zenó es van escriure coses que ells [els estoics] no permeten que els deixebles llegisquen tan fàcilment, sense que primer donen prova de si són o no filòsofs genuïns". A banda d'aquests punts de vista, és clar que Zenó fou un dels primers filòsofs en una llarga tradició iniciada per Plató que va representar una societat ideal per a comprendre els principis ètics.